# مایکل سورکین
مایکل دیوید سورکین (به انگلیسی: Michael David Sorkin) (متولد ۲ اوت ۱۹۴۸، درگذشتهٔ ۲۶ مارس ۲۰۲۰) معمار، مدرس، منتقد، طراح معماری و شهر بود. سورکین سال‌ها منتقد معماری مجلهٔ ویلج ویس بود و کتاب‌های متعددی در زمینهٔ معماری و شهر نوشت. او همچنین بین سال های 1993-2000، استاد شهرسازی و مدیر موسسه شهرسازی آکادمی هنرهای زیبای وین بود. او در سن هفتاد و یک سالگی بر اثر ابتلا به بیماری کرونا در دنیاگیری سال ۲۰۲۰ درگذشت.

## آثار
از مجموعه کتاب‌های مایکل سورکین کتاب بیست دقیقه در منهتن به فارسی منتشر شده‌است. مترجم این کتاب امیر یدالله‌پور است و نشر بان آن را به چاپ رسانده‌است.